# Rømme

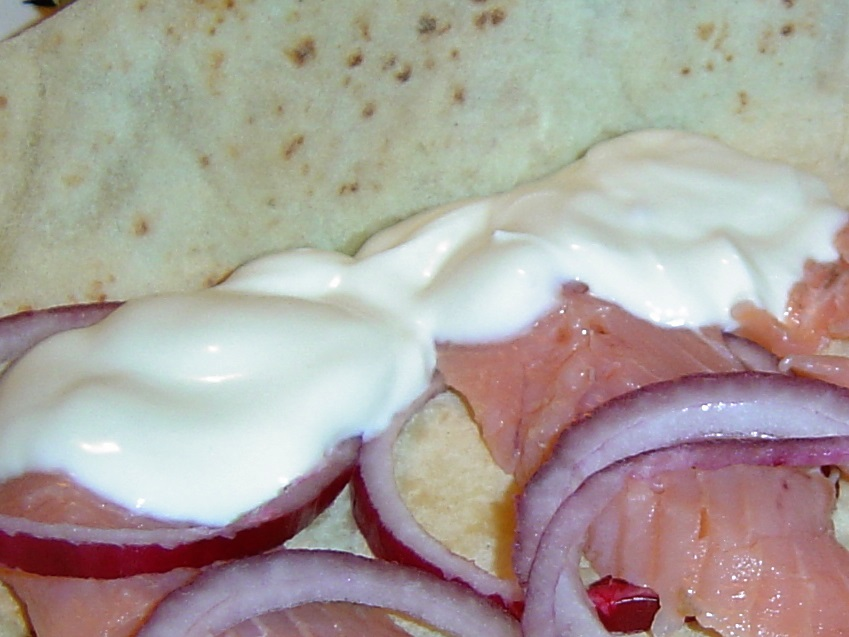
Rømme som tillbehör till rakfisk

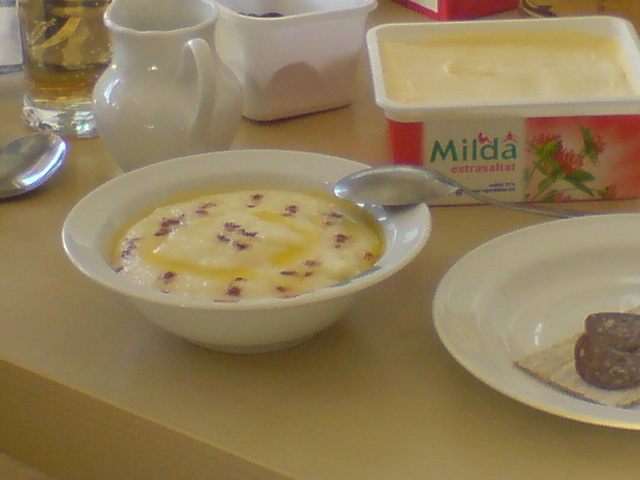
Rømmegröt

Rømme är en norsk surgrädde som görs av grädde eller av en blandning av helmjölk och grädde. Rømmen syras med en mjölkbakteriekultur. Vanlig rømme har 18-20% mjölkfett och så kallad "seterrømme" 35% fett, samma som den grädde som är råvaran. Rømme har en tjock konsistens och en sur, eller syrlig, lukt.
Rømme används som ingrediens i maträtter och som pålägg på pannkakor och våfflor. Seterrømme används till exempel för kokning av rømmegröt.

## Rømmegröt
Huvudartikel: Römmegröt
Rømme är basingrediensen i rømmegröt. Andra viktiga ingredienser är mjölk och vetemjöl.
Rømmegrøt har traditionsenligt varit gästabudsmat i Norge vid större begivenheter som bröllop, begravningar och barnsängsmat samt vid dugnader. Det var ofta vanligt att servera gröten i ett grötkar, där man lade olika typer av gröt i lager. Nederst var det ofta en vattengröt, som var en enklare gröt lagad på korn- eller havremjöl och vatten. Rømmegröten med hög fetthalt var exklusivare och prydde den övre delen av grötkaret. 
Rømmegrøt har lagats på de flesta ställen som hade kor, men recepten och smak kunde variera från bygd till bygd. Traditionella tillbehör skiftade också från ställe till ställe. Det kunde vara socker, kanel, russin, bitar av hårdkokt ägg eller småkakor.